# Возврата нет (фильм, 1993)
«Возвра́та нет» (англ. Point Of No Return «точка невозврата») — американский кинофильм, ремейк французского фильма 1990 года «Никита».

## Сюжет
Банда наркоманов врывается в аптеку, чтобы украсть наркотики, но полиция прибывает слишком быстро — всех налётчиков, кроме одной девушки — Мэгги, убивают. Мэгги приговаривают к казни через смертельную инъекцию. Однако после казни она просыпается и понимает, что правительство решило сохранить ей жизнь в обмен на некоторые услуги. Из Мэгги делают киллера. После драматичного преображения Мэгги начинает новую жизнь, но с одним условием: она всегда должна оставаться на связи с правительством и ждать нового задания. Мэгги пытается освободиться от обязательств перед правительством.

## В ролях
- Бриджит Фонда — Мэгги Хейворд/Клаудиа Энн Доран/Нина
- Гэбриэл Бирн — Боб
- Дермот Малруни — J.P.
- Мигель Феррер — Кауфман
- Энн Бэнкрофт — Аманда
- Оливия д’Або — Анджела
- Харви Кейтель — Виктор, "чистильщик"
- Джеффри Льюис — аптекарь
- Майкл Рапапорт — Большой Стэн